# Saint-Crépin-de-Richemont
Saint-Crépin-de-Richemont korábbi község Franciaországban, Dordogne megyében. Lakosainak száma 226 fő (2018. január 1.). Saint-Crépin-de-Richemont Saint-Front-sur-Nizonne és La Gonterie-Boulouneix községekkel határos.
2019. január 1-jén öt másik korábbi községgel együtt Brantôme en Périgord-hoz csatolták és az új község része lett.

## Népesség
A település népessége az elmúlt években az alábbi módon változott:
| Lakosok száma | 326  | 246  | 239  | 202  | 222  | 202  | 194  | 226  | 223  | 226  |
|               | 1968 | 1975 | 1982 | 1999 | 2006 | 2011 | 2013 | 2016 | 2017 | 2018 |